# SHINE ON
「SHINE ON」（シャインオン）は、2024年4月3日に配信されたTHE YELLOW MONKEYの楽曲である。アルバム『Sparkle X』からの先行リリース曲。

## 概要
2024年1月1日にリリースした4年ぶりの新曲「ホテルニュートリノ」に続く2024年第2弾の新曲である。2024年4月27日に開催される東京ドーム公演『THE YELLOW MONKEY SUPER BIG EGG 2024 “SHINE ON”』のタイトルにもなっている楽曲である。2024年4月27日に開催される東京ドーム公演の公式サイト内にタイマーが回り始め、約3年半ぶりとなる東京ドーム公演へのカウントダウンがいよいよ始まることになった。公式YouTubeではティザー映像を公開。2024年3月6日より開催のファンクラブ会員限定イベント「THE YELLOW MONKEY SUPER BELIEVER. Meeting 2024」にてアコースティック形式で初披露された。
吉井曰く、「＜肌はイエロー 志はブラック＞という歌詞は、最初に思いついたとき、日本人という意味で＜肌はイエロー ちょんまげはブラック＞でしたが、さすがに笑いをとってどうすんだとやめてよかったです」とのこと。